# Pioneer neuron
Met een pioneer neuron ("pionierneuron") wordt een bepaald type zenuwcel (neuron) bedoeld, dat tijdens de allereerste fasen van de ontwikkeling van de hersenschors, het verloop van de neuro-ontwikkeling beïnvloedt door de pathway van de volgende golf neuronen aan te sturen. Deze neuronen worden gevormd op de buitenwand van de embryonale hersenschors. Vermoed wordt dat ze zogeheten "pionieraxonen" uitsturen, waarlangs de volgende axonen zich eveneens op het gewenste doel richten.
Pioneer neurons zijn vermoedelijk de eerste golf zenuwcellen die in de cortex cerebri ontstaan. Ze worden bijvoorbeeld gevormd in de preplaat, waarna ze in de marginale zone van de hersenschors belanden. Pioneer neurons in de embryo's van ratten vertonen een sterke immunoreactiviteit voor calbindine en calretinine en zijn relatief groot.
Pioneer neurons zijn reelinegen-negatief. Hierdoor onderscheiden ze zich van cajal-retziuscellen, die eveneens zeer vroeg ontstaan en waar ze ook voor de rest veel overeenkomsten mee vertonen. Beide celtypen worden tijdens de eerste fase van de neuro-ontwikkeling aangetroffen in de marginale zone van de cortex cerebri.
Bij veel organismen zijn pioneer neurons rond de geboorte verdwenen. Bij sprinkhanen ondergaan al deze cellen voor de geboorte van het organisme of kort erna apoptose omdat ze hun functie verloren hebben. Bij ratten zijn deze cellen uitsluitend aanwezig in de prenatale fase. Bij sommige ongewervelde dieren zoals de drosophila worden pioneer neurons die geen apoptose ondergaan omgezet in cellen die elders in het lichaam bijdragen aan de aanmaak van insuline.